# Fossa Farallon

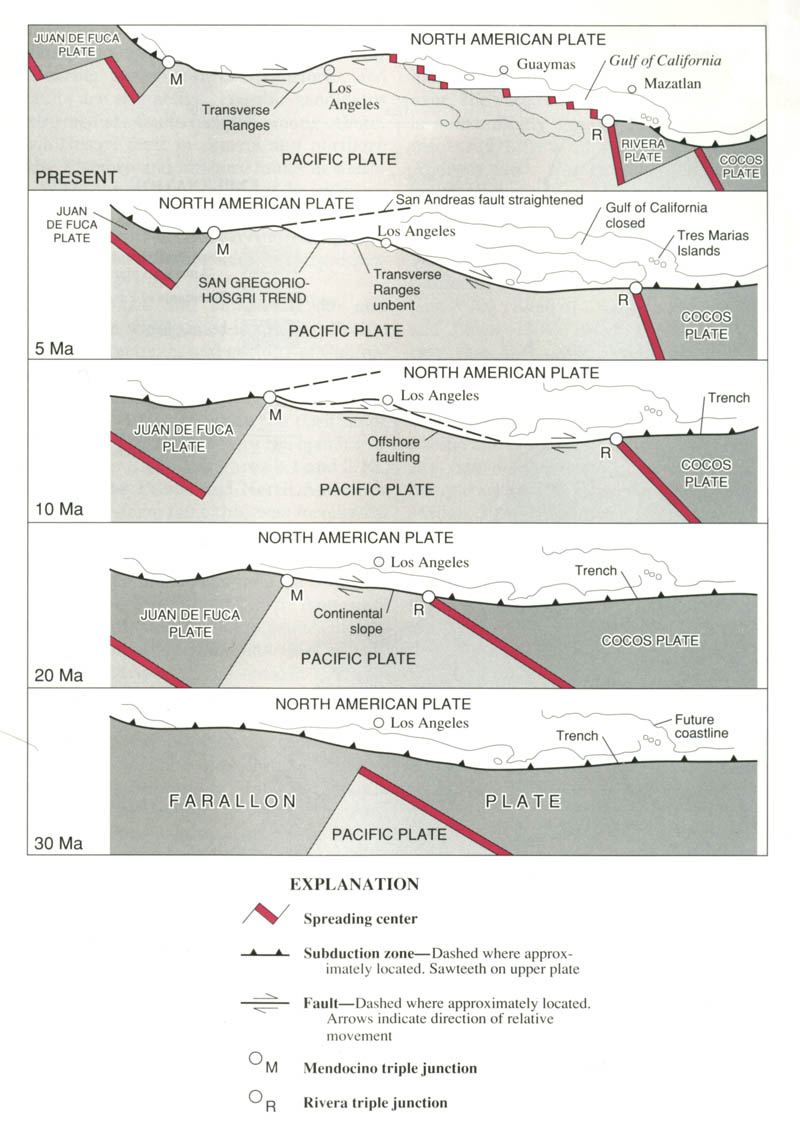
L'antica fossa Farallon tra 10 e 30 milioni di anni fa

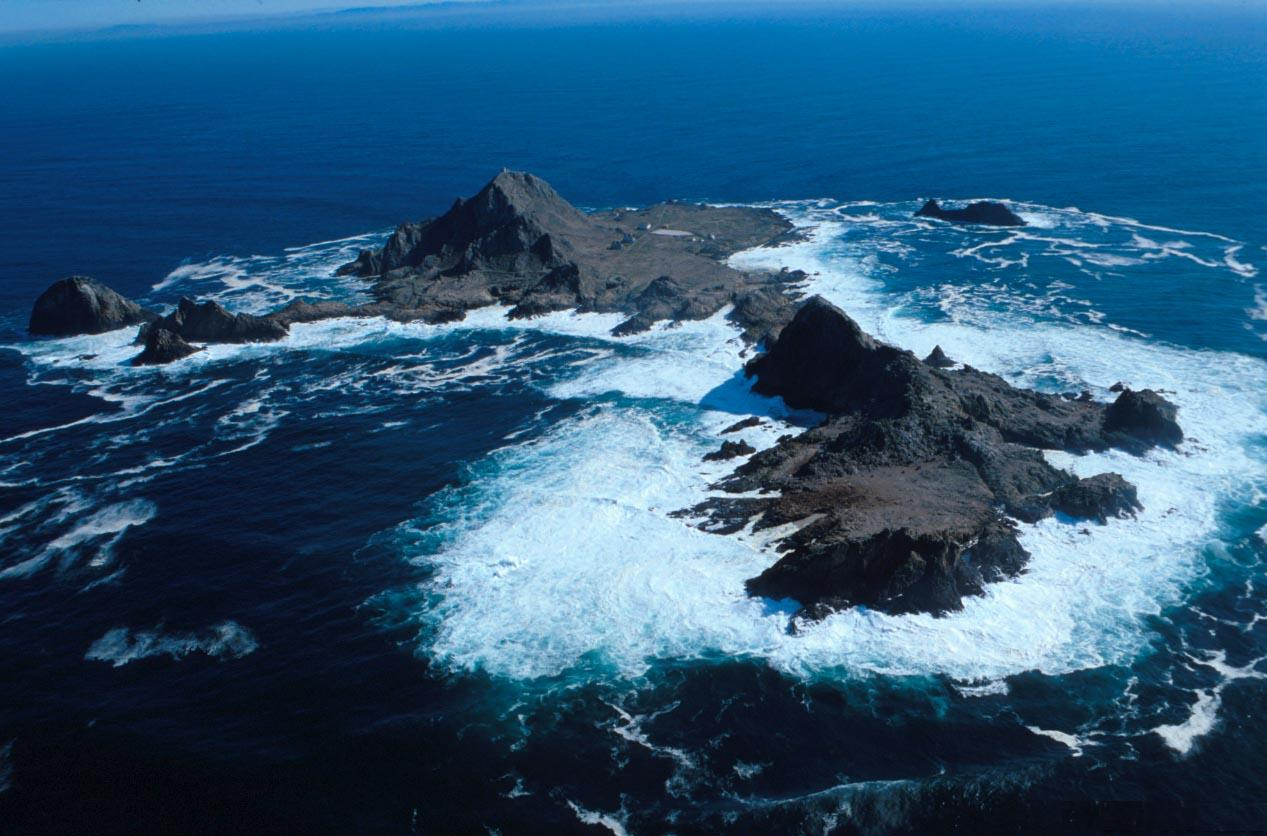
Isole Farallon

La fossa Farallon era un'antica fossa oceanica situata nella costa occidentale dell'America del Nord durante il Cretacico superiore.

## Evoluzione storica
La fossa iniziò a scomparire quando la placca Farallon cominciò ad andare in subduzione al di sotto della Placca nordamericana. La subduzione della litosfera oceanica si attuò attraverso la migrazione delle fosse, per cui dopo che la placca Farallon fu completamente subdotta, rimase soltanto la placca di Juan de Fuca. La fossa Farallon entrò allora a far parte della faglia di Sant'Andrea.
Da allora si estese verso nord, al di sopra della placca di Juan de Fuca, e verso sud, al di sopra dell'America centrale. La subduzione ebbe inizio 165 Ma, quando la fossa Farallon rimpiazzò il promontorio di Mezczlera, ed è continuata fino a 5 Ma, con il raddrizzamento della faglia di Sant'Andrea.